# العلاقات الإثيوبية السنغافورية
العلاقات الإثيوبية السنغافورية هي العلاقات الثنائية التي تجمع بين إثيوبيا وسنغافورة.

## مقارنة بين البلدين
هذه مقارنة عامة ومرجعية للدولتين:
| وجه المقارنة                                              | إثيوبيا                        | سنغافورة                                                             |
| --------------------------------------------------------- | ------------------------------ | -------------------------------------------------------------------- |
| المساحة (كم2)                                             | 1.10 مليون                     | 719                                                                  |
| عدد السكان (نسمة)                                         | 104.96 مليون                   | 5.89 مليون                                                           |
| الكثافة السكانية (ن./كم²)                                 | 95.42                          | 819.19 ألف                                                           |
| العاصمة                                                   | أديس أبابا                     | سنغافورة                                                             |
| اللغة الرسمية                                             | اللغة الأمهرية                 | لغة إنجليزية، اللغة الملايو، اللغة الصينية القياسية، اللغة التاميلية |
| العملة                                                    | بير إثيوبي                     | دولار سنغافوري                                                       |
| الناتج المحلي الإجمالي (بليون دولار)                      | 80.56 مليار                    | 323.91 مليار                                                         |
| الناتج المحلي الإجمالي (تعادل القوة الشرائية) بليون دولار | 161.90 مليار                   | 472.59 مليار                                                         |
| الناتج المحلي الإجمالي الاسمي للفرد دولار أمريكي          | 619                            | 52.89 ألف                                                            |
| الناتج المحلي الإجمالي للفرد دولار أمريكي                 | 1.50 ألف                       | 82.76 ألف                                                            |
| مؤشر التنمية البشرية                                      | 0.442                          | 0.925                                                                |
| رمز المكالمات الدولي                                      | +251                           | +65                                                                  |
| رمز الإنترنت                                              | .et                            | .sg                                                                  |
| المنطقة الزمنية                                           | ت ع م+03:00، توقيت شرق أفريقيا | ت ع م+08:00، توقيت سنغافورة المنسق ‏                                  |

## منظمات دولية مشتركة
يشترك البلدان في عضوية مجموعة من المنظمات الدولية، منها:
| علم المنظمة | اسم المنظمة                        | تاريخ انضمام إثيوبيا | تاريخ انضمام سنغافورة |
| ----------- | ---------------------------------- | -------------------- | --------------------- |
|             | الاتحاد البريدي العالمي            | ?                    | ?                     |
|             | مؤسسة التنمية الدولية              | 11 أبريل 1961        | 27 سبتمبر 2002        |
|             | منظمة حظر الأسلحة الكيميائية       | ?                    | ?                     |
|             | الأمم المتحدة                      | 13 نوفمبر 1945       | 21 سبتمبر 1965        |
|             | وكالة ضمان الاستثمار متعدد الأطراف | 13 أغسطس 1991        | 24 فبراير 1998        |
|             | منظمة الشرطة الجنائية الدولية      | ?                    | ?                     |
|             | مؤسسة التمويل الدولية              | 20 يوليو 1956        | 4 سبتمبر 1968         |
|             | البنك الدولي للإنشاء والتعمير      | 27 ديسمبر 1945       | 3 أغسطس 1966          |
|             | الاتحاد الدولي للاتصالات           | 20 فبراير 1932       | 22 أكتوبر 1965        |
|             | يونسكو                             | 1 يوليو 1955         | 8 أكتوبر 2007         |

## وصلات خارجية
- موقع وزارة الخارجية الإثيوبية
- موقع وزارة الخارجية السنغافورية